# Ammi crinitum
La Ammi crinitum es una especie de planta con flor perteneciente a la familia de las apiáceas. Es endémica de Sicilia y Calabria. Crece a 0 - 600 m s. n. m. en arcillas incultas.

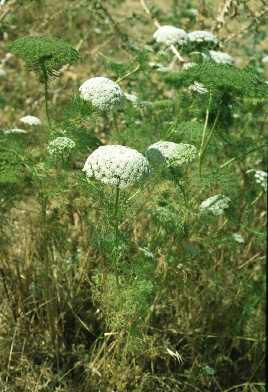
En su hábitat

## Descripción
Es una planta que alcanza los 50-160 cm de altura. Es muy parecida a Ammi visnaga. Tiene los pétalos de color amarillo de (0,5 mm).

## Taxonomía
Ammi crinitum fue descrita por Giovanni Gussone y publicado en Plantae Rariores 128, en el año 1826.
Etimología
Ammi: nombre genérico que según Umberto Quattrocchi, es un antiguo nombre latino de una planta umbelífera.
crinitum: epíteto latino que significa "con largos pelos".
sinonimia
- Apium crinitum (Guss.) Caruel
- Visnaga crinita (Guss.) Giardina & Raimondo[4]